# Säynäjälampi (sjö i Taivalkoski, Norra Österbotten)
Säynäjälampi är en sjö i kommunen Taivalkoski i landskapet Norra Österbotten i Finland. Arean är 40 hektar och strandlinjen är 2,85 kilometer lång. Sjön  ingår i Ijo älvs huvudavrinningsområde.   Den ligger omkring 160 kilometer öster om Uleåborg och omkring 620 kilometer norr om Helsingfors. 